# Amomum rivale
Amomum rivale är en enhjärtbladig växtart som beskrevs av Henry Nicholas Ridley. Amomum rivale ingår i släktet Amomum och familjen Zingiberaceae. Inga underarter finns listade i Catalogue of Life.